# John Douglas (arquiteto)
John Douglas (11 de abril de 1830 – 23 de maio de 1911) foi um arquiteto do Reino Unido.